# Laxta rieki
Laxta rieki är en kackerlacksart som beskrevs av Roth, L. M. 1992. Laxta rieki ingår i släktet Laxta och familjen jättekackerlackor. Inga underarter finns listade i Catalogue of Life.